# Lignyoptera fumidaria
Lignyoptera fumidaria là một loài bướm đêm trong họ Geometridae.